# Raffaele Alcibiade
Raffaele Alcibiade (Torino, 23 maggio 1990) è un calciatore italiano, di ruolo difensore , attualmente svincolato.

## Caratteristiche tecniche
Difensore centrale, può giocare anche come terzino sinistro.

## Carriera

### Club

#### Gli inizi
Dopo esser cresciuto nelle giovanili della Juventus, nell'agosto del 2010 viene ceduto in prestito al Pescara, in Serie B. Debutta il 16 ottobre contro il Grosseto (4-2), giocando gli ultimi dieci minuti della sfida. Il 15 novembre dello stesso anno segna il suo primo gol da professionista, realizzando la rete dell'iniziale vantaggio dei padroni di casa contro l'Ascoli Calcio, incontro finito sul 2-1 per gli ospiti.
Ritornato alla Juventus, il 31 gennaio del 2011 viene nuovamente ceduto in prestito, questa volta al Gubbio. Esordisce il 6 febbraio sul campo del Verona (1-2), contando 7 presenze a fine stagione.
Nel luglio del 2011 la Nocerina ufficializza l'acquisto di Alcibiade dalla Juventus, che arriva in comproprietà. La prima partita con la Nocerina è datata 17 settembre 2011, contro il Bari (1-1). Dopo aver giocato 9 incontri in Serie B, la società rossonera risolve la comproprietà a favore della Juventus,
I bianconeri riprendono Alcibiade per cederlo ancora una volta in prestito: il difensore finisce alla Carrarese, in Lega Pro Prima Divisione. Il 2 settembre debutta con la nuova maglia nella trasferta di Frosinone, sfida persa 1-0.

#### Le esperienze ungheresi
Nel mese di gennaio ritorna nuovamente a Torino e la società bianconera lo manda a fare ulteriore esperienza in Ungheria, all'Honvéd: Alcibiade esordisce nel campionato ungherese il 3 marzo 2013 contro il Videoton, partita persa 0-4. A fine stagione, dopo 9 incontri tra campionato e coppa nazionale, ritornato dal prestito, viene svincolato dalla Juventus e l'Honvéd lo acquista a costo zero.
Con la società ungherese disputa l'Europa League, debuttando il 4 luglio contro il Čelik Zenica (1-4) e realizzando anche una rete nella settimana seguente contro la stessa squadra (9-0).
Nel corso della stagione sotto la guida del mister Marco Rossi diviene un punto fermo nella difesa della squadra di Kispest, riuscendo a trovare il 6 ottobre 2013 anche la prima rete in campionato nel sentito derby cittadino contro i rivali del Ferencváros realizzando la rete del momentaneo 1-1 nella partita che verrà vinta in rimonta 2-1 grazie anche alla rete dell'ex compagno di squadra ai tempi della Juventus Ayub Daud, termina la sua seconda stagione ungherese con 25 presenze ed una rete. La stagione 2014-2015 inizia con la formazione rossonera.
Ma a gennaio 2015 passa in prestito all'Haladás, altro club "italiano" in Ungheria, dove trova i connazionali Tommaso Rocchi, Andrea Mancini e Leandro Martínez già suoi ex compagni all'Honvéd, e dove debutta da titolare il 28 febbraio contro il DVTK nella sfida pareggiata 1-1.

#### Ritorno in Italia
Il 17 febbraio 2016 è stato ingaggiato a parametro zero dal Lecce, squadra di Lega Pro. Ritrovando in squadra Bálint Vécsei e il direttore sportivo Fabio Cordella suoi compagni ai tempi della Honvéd. Ha esordito con il club salentino il 20 febbraio seguente, nel match Lecce-Foggia (3-1), e segnato la sua prima rete in maglia giallorossa il successivo 13 marzo, decisiva nella vittoria contro il Monopoli. Dopo passa alla Feralpisalò, alla Pro Vercelli e, nel 2018, passa alla neonata Juventus U23, la seconda squadra juventina militante in Serie C, dove è capitano.

### Nazionale
Dal 2009 al 2010 viene convocato in nazionale Under-20 totalizzando 6 presenze, nel 2011 viene convocato dalla nazionale della B Italia di Massimo Piscedda giocando 2 partite.

## Statistiche

### Presenze e reti nei club
Statistiche aggiornate al 17 maggio 2025.
| Stagione            | Squadra             | Campionato          | Campionato | Campionato | Coppe nazionali | Coppe nazionali | Coppe nazionali | Coppe continentali | Coppe continentali | Coppe continentali | Altre coppe | Altre coppe | Altre coppe | Totale | Totale |
| Stagione            | Squadra             | Comp                | Pres       | Reti       | Comp            | Pres            | Reti            | Comp               | Pres               | Reti               | Comp        | Pres        | Reti        | Pres   | Reti   |
| ------------------- | ------------------- | ------------------- | ---------- | ---------- | --------------- | --------------- | --------------- | ------------------ | ------------------ | ------------------ | ----------- | ----------- | ----------- | ------ | ------ |
| 2010-gen. 2011      | Pescara             | B                   | 3          | 1          | CI              | 0               | 0               | -                  | -                  | -                  | -           | -           | -           | 3      | 1      |
| gen.-giu. 2011      | Gubbio              | 1D                  | 7          | 0          | CI+CI-LP        | -               | -               | -                  | -                  | -                  | SdL-1D      | 2           | 0           | 9      | 0      |
| 2011-2012           | Nocerina            | B                   | 9          | 0          | CI              | 0               | 0               | -                  | -                  | -                  | -           | -           | -           | 9      | 0      |
| 2012-gen. 2013      | Carrarese           | 1D                  | 12         | 0          | CI+CI-LP        | 0               | 0               | -                  | -                  | -                  | -           | -           | -           | 12     | 0      |
| gen.-giu. 2013      | Honvéd              | NB I                | 7          | 0          | MK+CdL          | 2+0             | 0               | UEL                | -                  | -                  | -           | -           | -           | 9      | 0      |
| 2013-2014           | Honvéd              | NB I                | 25         | 1          | MK+CdL          | 2+3             | 0               | UEL                | 4                  | 1                  | -           | -           | -           | 34     | 2      |
| 2014-gen. 2015      | Honvéd              | NB I                | 13         | 1          | MK+CdL          | 4+2             | 1+0             | -                  | -                  | -                  | -           | -           | -           | 19     | 2      |
| Totale Honvéd       | Totale Honvéd       | Totale Honvéd       | 45         | 2          |                 | 13              | 1               |                    | 4                  | 1                  |             | -           | -           | 62     | 4      |
| gen.-giu. 2015      | Haladás             | NB I                | 11         | 0          | MK+CdL          | -               | -               | -                  | -                  | -                  | -           | -           | -           | 11     | 0      |
| feb.-giu. 2016      | Lecce               | LP                  | 11+2       | 1          | CI+CI-LP        | -               | -               | -                  | -                  | -                  | -           | -           | -           | 13     | 1      |
| 2016-2017           | Paganese            | LP                  | 33+1       | 4          | CI-LP           | -               | -               | -                  | -                  | -                  | -           | -           | -           | 34     | 4      |
| 2017-gen. 2018      | Feralpisalò         | C                   | 13         | 0          | CI+CI-C         | 1+2             | 0               | -                  | -                  | -                  | -           | -           | -           | 16     | 0      |
| gen.-giu. 2018      | Pro Vercelli        | B                   | 11         | 0          | CI              | -               | -               | -                  | -                  | -                  | -           | -           | -           | 11     | 0      |
| ago. 2018           | Pro Vercelli        | C                   | 0          | 0          | CI+CI-C         | 1+0             | 0               | -                  | -                  | -                  | -           | -           | -           | 1      | 0      |
| Totale Pro Vercelli | Totale Pro Vercelli | Totale Pro Vercelli | 11         | 0          |                 | 1               | 0               |                    | -                  | -                  |             | -           | -           | 12     | 0      |
| ago. 2018-2019      | Juventus U23        | C                   | 18         | 0          | CI-C            | 2               | 0               | -                  | -                  | -                  | -           | -           | -           | 20     | 0      |
| 2019-2020           | Juventus U23        | C                   | 15+2       | 1          | CI-C            | 3               | 0               | -                  | -                  | -                  | -           | -           | -           | 20     | 1      |
| 2020-2021           | Juventus U23        | C                   | 25+2       | 2          | -               | -               | -               | -                  | -                  | -                  | -           | -           | -           | 27     | 2      |
| Totale Juventus U23 | Totale Juventus U23 | Totale Juventus U23 | 58+4       | 3          |                 | 5               | 0               |                    | -                  | -                  |             | -           | -           | 67     | 3      |
| 2021-2022           | Fidelis Andria      | C                   | 26+2       | 0          | CI-C            | 1               | 0               | -                  | -                  | -                  | -           | -           | -           | 29     | 0      |
| 2022-2023           | Sangiuliano City    | C                   | 28+2       | 2          | CI-C            | 3               | 0               | -                  | -                  | -                  | -           | -           | -           | 33     | 2      |
| 2023-2024           | Renate              | C                   | 25         | 0          | CI-C            | 2               | 0               | -                  | -                  | -                  | -           | -           | -           | 27     | 0      |
| 2024-2025           | Pro Patria          | C                   | 27+2       | 4          | CI-C            | 1               | 0               | -                  | -                  | -                  | -           | -           | -           | 30     | 4      |
| Totale carriera     | Totale carriera     | Totale carriera     | 319+13     | 17         |                 | 28              | 1               |                    | 4                  | 1                  |             | 2           | 0           | 366    | 19     |

## Palmarès

### Club

#### Competizioni giovanili
- Torneo di Viareggio: 2

Juventus: 2009, 2010

#### Competizioni nazionali
- Lega Pro Prima Divisione: 1

Gubbio: 2010-2011 (girone A)
- Coppa Italia Serie C: 1

Juventus U23: 2019-2020